# Episodi di Dr. House - Medical Division (quinta stagione)
La quinta stagione della serie televisiva Dr. House - Medical Division, composta da ventiquattro episodi, è stata trasmessa negli Stati Uniti dal 16 settembre 2008 all'11 maggio 2009 sul canale Fox.
In Italia la prima parte della quinta stagione (episodi 1-12) è stata trasmessa in prima visione assoluta dal 18 gennaio al 1º marzo 2009, ogni domenica con un doppio episodio, su Canale 5.
La seconda parte (episodi 13-24) è andata in onda in prima visione assoluta dall'11 giugno al 16 luglio 2009, ogni giovedì con un doppio episodio, su Joi, canale pay della piattaforma Mediaset Premium, dopo aver replicato i primi 12 episodi. In chiaro, la seconda parte della stagione è stata trasmessa dal 1º ottobre al 5 novembre 2009, ogni giovedì con un doppio episodio.
I dati relativi allo share e agli spettatori sono riferiti alla prima trasmissione in chiaro in Italia.
| nº | Titolo originale         | Titolo italiano          | Prima TV USA      | Prima TV Italia  |
| -- | ------------------------ | ------------------------ | ----------------- | ---------------- |
| 1  | Dying Changes Everything | La morte cambia tutto    | 16 settembre 2008 | 18 gennaio 2009  |
| 2  | Not Cancer               | Non è cancro             | 23 settembre 2008 | 18 gennaio 2009  |
| 3  | Adverse Events           | Eventi avversi           | 30 settembre 2008 | 25 gennaio 2009  |
| 4  | Birthmarks               | Impronte genetiche       | 14 ottobre 2008   | 25 gennaio 2009  |
| 5  | Lucky Thirteen           | Tredici porta fortuna    | 21 ottobre 2008   | 1º febbraio 2009 |
| 6  | Joy                      | Joy                      | 28 ottobre 2008   | 1º febbraio 2009 |
| 7  | The Itch                 | Il prurito               | 11 novembre 2008  | 8 febbraio 2009  |
| 8  | Emancipation             | Emancipazione            | 18 novembre 2008  | 8 febbraio 2009  |
| 9  | Last Resort              | L'ultima risorsa         | 25 novembre 2008  | 22 febbraio 2009 |
| 10 | Let Them Eat Cake        | Dolci chili di troppo    | 2 dicembre 2008   | 22 febbraio 2009 |
| 11 | Joy to the World         | Gioia al mondo           | 9 dicembre 2008   | 1º marzo 2009    |
| 12 | Painless                 | Senza dolore             | 19 gennaio 2009   | 1º marzo 2009    |
| 13 | Big Baby                 | Bimba dentro             | 26 gennaio 2009   | 11 giugno 2009   |
| 14 | The Greater Good         | Il bene più grande       | 2 febbraio 2009   | 11 giugno 2009   |
| 15 | Unfaithful               | Infedele                 | 16 febbraio 2009  | 18 giugno 2009   |
| 16 | The Softer Side          | Il lato più tenero       | 23 febbraio 2009  | 18 giugno 2009   |
| 17 | The Social Contract      | Il patto sociale         | 9 marzo 2009      | 25 giugno 2009   |
| 18 | Here Kitty               | Vieni micina             | 16 marzo 2009     | 25 giugno 2009   |
| 19 | Locked In                | Intrappolato             | 30 marzo 2009     | 2 luglio 2009    |
| 20 | Simple Explanation       | Una spiegazione semplice | 6 aprile 2009     | 2 luglio 2009    |
| 21 | Saviors                  | Salvatori                | 13 aprile 2009    | 9 luglio 2009    |
| 22 | House Divided            | House diviso             | 27 aprile 2009    | 9 luglio 2009    |
| 23 | Under My Skin            | Sotto la mia pelle       | 4 maggio 2009     | 16 luglio 2009   |
| 24 | Both Sides Now           | Ora ambedue le parti     | 11 maggio 2009    | 16 luglio 2009   |

## La morte cambia tutto
- Titolo originale: Dying Changes Everything
- Diretto da: Deran Sarafian
- Scritto da: Eli Attie

### Trama
Wilson è appena tornato all'ospedale; House non l'ha più visto né sentito da quando Amber è morta tragicamente nell'ultimo episodio della quarta stagione.
Lou (Christine Woods), assistente di Patty Michener (Jamie Rose), presidentessa della Woman's Majority, durante una riunione ha delle allucinazioni per cui cerca di liberarsi da una miriade di formiche che le camminano sul corpo, e viene ricoverata al Princeton Plainsboro. Cuddy vorrebbe che House si occupasse del suo rapporto con Wilson, ma House preferisce prendere in consegna il caso. Nonostante l'allucinazione, nulla fa pensare ad una malattia psicologica. La paziente è anemica e bradicardica e le cure non hanno effetto. Durante la diagnosi differenziale, Tredici cerca di trovare una diagnosi non correlata alla carriera di Lou, che la porta a numerosi viaggi e ad un notevole stress psicofisico. House ritiene che Tredici sia meno razionale e che la sua obiettività sia compromessa dall'aver scoperto di essere positiva alla malattia di Huntington, ma la lascia comunque lavorare. La paziente viene curata per carenza di vitamina B12, ma durante la somministrazione ha un'emorragia rettale; inoltre, risulta positiva al test di gravidanza, ma i dottori non trovano alcun feto, né riescono a risalire all'origine dell'emorragia. House ripete l'ecografia per scoprire che il feto è in realtà ectopico ed è ancorato all'intestino; per non compromettere la salute della paziente, è necessario quindi terminare la gravidanza extrauterina. Chase esegue l'operazione, durante la quale la paziente ha una grave emorragia.
Frattanto, Cuddy tenta in tutti i modi di far riavvicinare House e Wilson, il quale è deciso a dimettersi. House è sconvolto all'idea che il suo unico amico possa andarsene per colpa sua, ma non ha nessuna intenzione di esprimere i suoi sentimenti, nemmeno quando Cuddy li costringe a rimanere nella stessa stanza a parlare. Dato che Wilson non vuole cambiare idea circa le sue dimissioni, House gli dà un ultimatum: rimarrà a casa, rischiando che la sua paziente muoia, finché Wilson non si deciderà a rimanere.
Il team di House deve così affrontare da solo il caso, che si rivela più complicato quando si scopre che la gravidanza non era la soluzione ultima: la paziente infatti continua a sbattere le palpebre ed è sempre più bradicardica, finché non va in arresto cardiaco, dal quale viene rianimata; dopodiché le viene impiantato un pacemaker temporaneo. Il problema sembra ora essere neurologico. Tredici ipotizza la sclerosi multipla, ma le cure non funzionano. Nel frattempo, Lou viene rimpiazzata sul lavoro. Poiché sembra non reagire, Tredici l'aggredisce chiedendole per quale motivo si comporta come se non avesse stima di sé.
Esaminando il filmato dell'operazione, viene scoperto un bozzo; fatta la biopsia, ne risulta un tessuto con tracce di amiloidosi. Foreman consulta Wilson sulla possibile causa primaria dell'amiloidosi e Wilson suggerisce un linfoma, quindi si inizia con la chemioterapia. La paziente sembra sentirsi meglio. Tredici trova il coraggio di parlarle e di rivelarle di essere malata, e di voler fare la differenza prima di perdere il controllo del proprio corpo e delle proprie emozioni. Lou le dice di voler cambiare lavoro e di aver fatto domanda per un posto di maggior responsabilità.
Tuttavia, al suo ritorno House nota che la paziente sembra invecchiata, mentre prima della chemioterapia dimostrava una decina d'anni in meno rispetto alla sua età; questo gli fa intuire che si tratta di un ceppo particolare di lebbra, la lebbra lepromatosa diffusa, contratta dalla donna durante uno dei suoi viaggi, che ripulisce la pelle invece di farla deteriorare. La chemioterapia aveva ucciso una parte dei batteri che causavano la malattia, ma non l'avrebbe curata del tutto, ed anzi avrebbe causato un peggioramento. Tredici conferma che le analisi hanno sostenuto la diagnosi; Lou le rivela che tornerà a lavorare per il suo precedente capo, dato che il rimpiazzo non era all'altezza.
House infine parla con Wilson chiedendogli di restare e rivelandogli che, nonostante sia stato tutto un incidente, si sente in colpa per la morte di Amber; Wilson gli dice che non lo incolpa, ma che deve comunque andarsene. Gli rinfaccia il fatto che durante la loro amicizia lui non gli ha mai posto un freno ed è rimasto a guardare cercando di fare il bene di House, il bene di tutti, ma non il suo, e Amber avrebbe voluto che si prendesse cura di sé stesso. Alla fine gli dice che la loro amicizia è finita e che non è nemmeno sicuro che sia mai realmente esistita, ed afferma che su quel bus House avrebbe dovuto trovarcisi da solo.
- Diagnosi finale: lebbra lepromatosa diffusa
- Ascolti Italia: telespettatori 4.384.000 - share 15,59%[2]

## Non è cancro
- Titolo originale: Not Cancer
- Diretto da: David Straiton
- Scritto da: David Shore, Lawrence Kaplow

### Trama
L'episodio incomincia con la morte improvvisa di quattro persone: tutte queste hanno in comune di aver ricevuto organi dal medesimo donatore. Gli ultimi due riceventi, un anziano di nome Frank (Eric Kaldor) e un'insegnante di matematica di nome Apple (Felicia Day), vengono ricoverati e affidati alle cure del geniale dottore. Il team però non riesce a trovare in nessun modo un legame fra le sei persone, anche perché le morti erano avvenute non per il cedimento degli organi trapiantati ma per altri fino a quel momento sani; nel frattempo House è ancora concentrato sul perché e su come rimediare all'addio dell'amico Wilson.
Per svolgere le sue indagini sulla vita del soggetto donatore e su quella degli sfortunati ricevitori, House assume un bislacco investigatore privato di nome Lucas Douglas (Michael Weston); una volta terminate queste indagini, House gli fa pedinare un suo collega con cui vorrebbe sostituire Wilson (sottoponendolo anche a test personalmente, quali farsi pagare il conto alla mensa o chiedergli cosa ne pensa della sua dipendenza dal Vicodin e dei suoi modi di fare, per valutarne le reazioni) e poi, capendo che questi non è adatto come "nuovo Wilson", di pedinare Wilson per capire quante possibilità ci sono di tornare amici, senza però ricevere buone notizie.
La diagnosi della paziente diventa un dilemma tra cancro (come sostiene House) e non cancro (come sostiene la sua équipe): il diagnosta impone la chemioterapia, ma nonostante questa funzioni e faccia migliorare la paziente, cambia idea e sostiene che non si tratti di cancro.
Prova a cercare consiglio da Wilson, ma lui lo prega di lasciarlo in pace per permettergli di andare avanti e gli chiude la porta in faccia, dicendogli di non tornare più. Mentre torna in ospedale parlando con Lucas, gli viene una nuova intuizione: per confermarla chiede a Cuddy di poter effettuare un intervento al cervello, cosa che Cuddy rifiuta mettendo due guardie alla camera di Apple per impedire al dottore di forzare la situazione; House quindi utilizza nuovamente il suo detective per sostituire i medicinali della paziente e causarle una crisi, ottenendo così il consenso per l'operazione.
Durante l'intervento, House suggerisce a Chase di verificare i medicinali, facendogli capire che dietro la crisi c'è il suo zampino, ma quando Chase prova a interrompere tutto il chirurgo trova l'anomalia che conferma la teoria di House: cellule staminali cancerogene del donatore, attaccando gli organi trapiantati, erano poi entrate in circolo nel corpo dei riceventi, integrandosi agli altri organi senza svolgerne realmente il compito, risultando così come cancro pur non essendolo.
L'episodio si conclude con House che telefona a Lucas chiedendogli se può essere interessato a lavorare per lui in maniera definitiva.
- Guest star: Felicia Day
- Diagnosi finale: cancro delle cellule staminali
- Ascolti Italia: telespettatori 4.746.000 - share 21,95%[2]

## Eventi avversi
- Titolo originale: Adverse Events
- Diretto da: Andrew Bernstein
- Scritto da: Carol Green e Dustin Paddock

### Trama
Brandon (Breckin Meyer), un pittore, viene ricoverato in ospedale perché picchiato da Anthony (Drew Powell), marito di Susan (Sarah Knowlton), una donna di cui stava eseguendo un ritratto nuda. Anthony, presente alle sedute di pittura, scopre che i lineamenti della moglie sono stati dipinti deformi. Brandon, infatti,  soffre di agnosia visiva, vedendo la realtà in modo distorto. House rivela al suo team di medici di averli spiati tramite il suo investigatore Lucas: ha scoperto che Tredici deve pagare interessi esagerati sul finanziamento dell'auto, Kutner è sul Guinness dei primati perché ha strisciato in un corridoio lungo trenta chilometri con il soffitto alto mezzo metro, e la moglie di Taub ha aperto un conto corrente in cui ha versato più di ottantamila dollari. Taub parla del conto corrente con la moglie e scopre che lei voleva fargli una sorpresa, regalandogli l'auto che desidera: a questo punto Taub è tormentato dai rimorsi e vuole confessare alla moglie le proprie scappatelle, cosa che fa nonostante House cerchi di impedirglielo.
House chiede a Lucas di spiare Cuddy, ma mentre investiga nel suo ufficio viene sorpreso dalla donna, da cui rimane invaghito, e per salvarsi dalla situazione si offre di investigare su House per lei a patto che ella risponda alle sue domande.
Intanto House ha intuito il problema del paziente: egli, per non deludere la fidanzata, finge di essere ricco per via del successo delle sue opere, mentre i soldi provengono da case farmaceutiche per cui fa la cavia; così Taub viene mandato a casa sua e scopre che l'uomo sta provando tre farmaci diversi, che hanno formato un bezoario, il quale viene estratto da Chase durante un intervento chirurgico.
House sorprende Lucas a casa sua e durante una discussione il dottore confessa al detective che il motivo per cui pedina Cuddy è perché ha un debole per lei.
Lucas incontra Cuddy in un bar e le fa vedere una foto imbarazzante di House versione cheerleader, spiegandole però che la foto potrebbe essere stata truccata da House, il quale l'avrebbe fatto per attirare su di sé l'attenzione; tuttavia Cuddy non è stupita, sperando in questo modo di mettere nel sacco sia House sia Lucas; così, il detective ritorce la situazione a suo vantaggio affermando che, sapendo ella che la foto era truccata, l'unico motivo per cui sarebbe venuta al bar con Lucas è che prova per lui un certo interesse.
Alla fine dell'episodio (mentre i due arrangiano qualche nota con pianoforte e chitarra), Lucas dice al diagnosta di aver fatto delle ricerche: ha scoperto che in realtà la foto non era truccata e House ribatte che era diventato cheerleader solo per piacere a una ragazza, senza però avere successo.
- Guest star: Breckin Meyer
- Diagnosi finale: avvelenamento intermittente da farmaci sperimentali causato da un bezoario
- Ascolti Italia: telespettatori 4.367.000 - share 15,50%[3]

## Impronte genetiche
- Titolo originale: Birthmarks
- Diretto da: David Platt
- Scritto da: Doris Egan e David Foster

### Trama
Nicole (Samantha Quan), una venticinquenne cinese adottata da una famiglia americana, si reca in Cina per cercare, con l'aiuto di Fang Dong Wen (Ho-Kwan Tse), un investigatore locale, notizie sui suoi genitori biologici, Wu Zheng (Raymond Ma), ma quando li trova questi la rinnegano. Allora decide di recarsi in un tempio di Buddha, dove effettua una particolare preghiera che prevede di sollevare due volte una statua (se la seconda volta non si riesce a sollevare la statua vuol dire che Buddha esaudirà il desiderio chiesto); nello sforzo, però, incomincia a vomitare sangue ed ha un collasso.
Ritornata dalla Cina, viene subito ricoverata al Princeton Plainsboro, dove si viene a sapere che i chirurghi cinesi le hanno asportato 30 cm di intestino, senza però aver ottenuto miglioramenti. Intanto Kutner dice a House che sua madre ha provato a chiamarlo più volte, ma House, rimanendo tranquillo, spiega che suo padre è morto e si rifiuta di andare ai funerali, decidendo quindi di impegnarsi personalmente con la paziente cinese. Mentre esamina i medicinali assunti in Cina, si accorge che i medici cinesi la curavano per la SARS, così quando la ragazza gli tossisce addosso, Cuddy gli inietta una dose di immunoglobuline per prevenire la malattia. In realtà si tratta di uno stratagemma per drogarlo e costringerlo ad andare al funerale del padre. Infatti House sviene e si risveglia in macchina accanto a Wilson senza Vicodin, bastone e cellulare. Il viaggio con Wilson è esilarante e House tenta in tutti i modi di evitare che Wilson arrivi a destinazione, facendo addirittura arrestare tutti e due. Portati in una centrale di polizia, House e Wilson raccontano le loro vicende all'agente incaricato di esaminare il loro caso. Così si viene a scoprire come è nata la loro amicizia: i due erano presenti in un convegno di medicina a New Orleans e in un bar un tizio metteva a ripetizione nel juke box una canzone di Billy Joel; Wilson gli chiese più volte di smettere, ma questi continuava, e alla fine lui - esasperato - tirò una bottiglia contro uno specchio del bar dando origine a una rissa. Così Wilson finì in prigione e House, pur non conoscendolo, pagò la cauzione per farlo uscire.

Intanto, in ospedale la paziente continua a peggiorare, poiché non si tratta di SARS, né di calcoli biliari (come aveva precedentemente teorizzato Foreman con l'aiuto di Chase e Cameron).
Rilasciati dalla polizia, House e Wilson riescono ad arrivare al funerale. Nel mentre, House confessa che in realtà all'età di dodici anni scoprì che John House non era suo padre biologico, perché durante il periodo del concepimento si trovava a un'esercitazione a Okinawa, e inoltre alcuni tratti genetici non corrispondevano. Durante la funzione religiosa, House accontenta la madre facendo anche un discorso per suo padre, dicendo che se fosse stato un padre migliore lui sarebbe stato un figlio migliore e mentre lo saluta con un bacio gli preleva un pezzo di pelle dall'orecchio per soddisfare la sua curiosità ed effettuare il test del DNA. Wilson vede House fare ciò e in un'altra stanza della chiesa i due hanno un'accesa discussione durante la quale, per la seconda volta, Wilson tira una bottiglia di alcool verso un vetro e lo rompe, proprio come successe nel loro primo incontro.
Durante il pranzo, House (che si mantiene in contatto telefonico con il suo team) e Wilson riescono ad avere l'intuizione per riuscire a guarire la ragazza: infatti lei è nata nel 1983 e dal 1979 in Cina vigeva la legge sul figlio unico (allora la serie era trasmessa quando la legge era ancora in vigore). Quindi il padre della ragazza doveva aver tentato di uccidere la figlia. House deve solo scoprire come. Tornato in ospedale, capisce tutto prima che la ragazza venga portata a fare una risonanza: il padre ha tentato di ucciderla infilzando nella fontanella della bimba tre aghi che si sono mossi quando la ragazza ha tentato per la seconda volta di alzare il Buddha (manovrato da un magnete). Wilson sorprende House ubriaco nel suo ufficio e quest'ultimo gli rivela di aver fatto il test del DNA e aver scoperto che suo padre non è il vero padre, ma la novità non lo sorprende.
Wilson confessa a House che il viaggio che hanno fatto insieme è stata l'unica cosa piacevole che gli è successa dalla morte di Amber e quindi pensa di tornare a lavorare al Princeton-Plainsboro. I due amici vanno a mangiare insieme, dopo che House si rende veramente conto che suo padre è morto e Wilson gli fa le condoglianze.
- Diagnosi finale: aghi inseriti all'interno nelle fontanelle del cranio all'infanzia.
- Ascolti Italia: telespettatori 4.711.000 - share 21,20%[3]

## Tredici porta fortuna
- Titolo originale: Lucky Thirteen
- Diretto da: Greg Yaitanes
- Scritto da: Liz Friedman e Sara Hess

### Trama
Spencer (Angela Gots), una ragazza che Tredici ha conosciuto in un bar la sera prima ha una crisi epilettica. La dottoressa la porta al Princeton-Plainsboro e House si occupa del suo caso. Il diagnosta approfitta della situazione per indagare sulla vita privata di Tredici e va a perquisirne la casa assieme a Foreman. Tredici crede che la malattia sia dovuta all'uso di droga, ma successivamente scopre che la storia clinica della donna è molto più vecchia e che parecchi medici l'hanno visitata negli ultimi anni. Scopre, inoltre, che è andata a letto con lei solo per entrare in contatto con House, dopo un anno di tentativi.
Intanto, House continua ad indagare sui componenti del proprio team e soprattutto fa pedinare Wilson, che però sa di essere spiato e cerca di ingannare l'amico e il suo investigatore privato con una finta relazione con una prostituta e addirittura lasciando loro intendere che la donna continui a fare uso di droghe.
Foreman confessa a Tredici di aver trovato il suo test sulla malattia di Huntington e scopre che le rimane meno tempo del previsto prima della sua morte, anche per via del rischioso stile di vita che conduce tra alcol e droghe. Nonostante cerchi di farla ragionare, facendole capire che rischia di distruggere il suo lavoro, la carriera e la sua vita, Tredici continua a fare ciò che le pare. Cuddy sorprende Tredici farsi una flebo, deducendo che sia reduce da una sbronza e, di conseguenza, vorrebbe sottoporla a un test antidroga. House lo impedisce, ma la licenzia per non aver partecipato alla diagnosi differenziale. Mentre si sospetta che la paziente abbia una grave malattia incurabile, Tredici si riavvicina a lei (House le chiede di comunicarle personalmente la diagnosi) e dopo aver dimostrato la sua lealtà al lavoro, scopre la vera causa della malattia, e House la riassume: Tredici però intuisce che il diagnosta l'ha manipolata per farla riavvicinare alla paziente e poter così diagnosticare la vera malattia.
Al termine dell'episodio, Tredici continua con il suo stile di vita rischioso, ma sembra triste e vuota. House, dopo aver saputo che Cuddy ha adottato un bambino e che ha chiesto a Wilson di appoggiare la sua richiesta di adozione, si allontana sorpreso senza congratularsi.
- Diagnosi finale: sindrome di Sjögren.
- Riferimenti: il titolo fa riferimento per antitesi alla superstizione perlopiù anglosassone che vede il numero 13 portatore di sventura
- Ascolti Italia: telespettatori 4.498.000 - share 15,77%[4]

## Joy
- Titolo originale: Joy
- Diretto da: Deran Sarafian
- Scritto da: David Hoselton

### Trama
Il team prende il caso del signor Jerry Harmon (Salvator Xuereb), un uomo di mezza età dalla vita grigia e anonima, che ha avuto recenti collassi e svenimenti. Con possibili diagnosi che vanno da traumi e colpi violenti a tossine dei prodotti consumati per lavoro, si scopre presto che l'uomo, che sta crescendo la figlia di 12 anni Samantha (Joanna Koulis) da solo, ha degli episodi di sonnambulismo, e nel corso di alcuni di questi attacchi si procura sostanze stupefacenti. Mentre il team tenta di capire cosa abbia potuto fare per ammalarsi mentre era sonnambulo, la sua condizione continua a peggiorare, fino a quando comincia a sudare sangue. I medici decidono di inserirlo nella lista d'attesa per un trapianto di rene e House cerca di ottenere il consenso della figlia a donare un rene al padre. Poiché la ragazza ha solo 12 anni e poiché il padre si trova in conflitto di interessi, è necessario l'intervento di Cuddy affinché spieghi alla ragazza la complessità dell'intervento chirurgico a cui sta per sottoporsi. House, però, si accorge di non poter usare la ragazza come donatrice, perché soffre della stessa malattia del padre. Anche la figlia comincia, infatti, a manifestare episodi di sonnambulismo e a sudare sangue.
Nel mentre House, dopo aver scoperto che Cuddy sta per adottare una bambina, che nascerà nell'arco di due settimane, cerca di dissuaderla dal diventare madre, convinto che ciò non la renderà felice. Cuddy incontra la madre in persona per il colloquio finale: si tratta di Becca (Vanessa Zima), una ragazza molto giovane che ha fatto uso di droghe fino a quando non ha scoperto di essere rimasta incinta e che è convinta di essere una perdente nella vita, come lo erano state sua madre e sua nonna prima di lei. La ragazza ha scelto di dare la propria figlia a Cuddy perché, pur essendo una madre single, la ritiene una donna forte, che è riuscita a prendere sempre le decisioni giuste e a realizzarsi nella vita e nella professione. Cuddy le nota uno strano sfogo sul braccio e decide di portarla al Princeton-Plainsboro, dove richiede una serie di esami completi per la mamma e per il feto a una Cameron stupita e contrariata. Le condizioni della ragazza, in apparenza normali, peggiorano improvvisamente, e si scopre che la nascitura ha i polmoni sottosviluppati di 10 settimane. Cuddy deve gestire il caso sia come medico sia come potenziale madre, e lei e il team di House devono prendere una delicatissima decisione che potrebbe mettere a rischio la salute sia della madre sia della bambina. La ragazza, posta di fronte a una scelta, preferisce salvare sé stessa e anticipare il parto, anche se questo comporterà maggiori rischi per la bambina.
Nel frattempo, House risolve il caso del signor Harmon, che aveva nascosto le proprie origini irachene e aveva ostacolato così la comprensione della malattia di cui soffrivano sia lui sia la figlia: si tratta della febbre mediterranea familiare.
House si reca a cercare Cuddy e assiste insieme con lei alla nascita di Joy, la figlia di Becca. Tuttavia, dopo aver visto la gioia incontenibile di Cuddy, che finalmente sta per diventare madre adottiva, Becca ci ripensa e decide di tenere la figlia. Costretta a lasciare la bambina alla madre biologica, Cuddy torna a casa sconvolta. House si presenta a casa sua di notte e dopo un breve alterco i due finiscono per baciarsi, ma House se ne va subito dopo.
- Diagnosi finale: Febbre mediterranea familiare.
- Riferimenti: il titolo allude a vari elementi dell'episodio: la bambina che Cuddy vuole adottare si chiama Joy (in inglese Gioia) e la madre di quest'ultima decide di tenere la figlia perché vuole provare la sensazione di gioia che ha visto dipingersi sul volto della dottoressa; inoltre, i pazienti non possono provare gioia a causa della loro malattia finché non guariscono. Probabilmente è per questo motivo che il titolo non è stato tradotto in italiano.
- Ascolti Italia: telespettatori 4.878.000 - share 21,31%[4]

## Il prurito
- Titolo originale: The Itch
- Diretto da: Greg Yaitanes
- Scritto da: Peter Blake

### Trama
Stewart Nozick (Todd Louiso), un uomo agorafobico, con un'ossessiva paura di uscire di casa, sviene in casa. Il postino se ne accorge e chiama l'ambulanza. I soccorritori sono costretti a forzare la porta per portarlo via ma, appena arrivato fuori casa, ha una crisi, picchia i soccorritori e si barrca in casa. L'uomo soffre di questa fobia da quando, in una sparatoria, è stata uccisa la sua fidanzata. Cameron, che già gli offriva assistenza sanitaria a domicilio, porta il suo caso al team di House, che dovrà cercare di portare l'ospedale dal paziente, vista l'impossibilità del contrario.
Nel frattempo, Wilson cerca di convincere House e Cuddy a provare ad uscire insieme, senza però ottenere nulla, in quanto entrambi sono convinti che una relazione non avrebbe successo. Anche la relazione fra Chase e Cameron ha dei problemi, in quanto la donna è ancora legata al suo precedente amore, il marito morto da tempo, cosa che ostacola il rapporto fra i due e che fa sentire Chase trascurato.
House tenta in tutti i modi di convincere il paziente ad uscire di casa (anche facendogli provare più dolore), ma quest'ultimo sembra preferire morire nella sua abitazione piuttosto che vivere fuori. Così, Cameron e il team di House sono costretti a escogitare un piano per poter effettuare un'operazione: somministrare l'anestesia a casa del paziente, trasferirlo e operarlo in ospedale e farlo risvegliare nuovamente a casa. Ma le cose non vanno come pianificato: Cameron, sentendosi in colpa, sveglia il paziente un attimo prima dell'operazione e questi denuncia l'ospedale. Cuddy si arrabbia con House, che non controbatte come al solito, probabilmente per il bacio della sera precedente. Wilson associa un prurito di House (causato da una puntura di zanzara) al presunto turbamento che gli provoca Cuddy. Cameron riuscirà a convincere il paziente a ritirare la denuncia e ridare fiducia al team di House, che potrà riprendere le ricerche sulla diagnosi corretta. Come di consueto, questa sarà intuita da House, che nota una particolare attenzione del paziente per le pulizie del bagno, cosa che gli fa pensare ad un avvelenamento da parte dei prodotti che usa. La diagnosi è errata, ma porta il medico ad intuire la vera causa: alcuni frammenti di un proiettile sono rimasti infatti nel suo corpo, avvelenandolo.
Alla fine dell'episodio, House convince il paziente ad affrontare le proprie paure e lui esce di casa. Cameron, spinta dal discorso del diagnosta, accetta di dare a Chase più spazio nella sua vita. House si reca a casa di Cuddy, ma va via senza entrare.
- Diagnosi finale: avvelenamento da piombo
- Ascolti Italia: telespettatori 4.378.000 - share 15,43%[5]

## Emancipazione
- Titolo originale: Emancipation
- Diretto da: James Hayman
- Scritto da: Pamela Davis, Leonard Dick

### Trama
Il team segue il caso di Sophia (Emily Rios), una ragazza sedicenne, operaia in una grande industria, che collassa quando i polmoni le si riempiono di liquido mentre è al lavoro. La giovane informa House e il team di essere una minore emancipata che vive e si gestisce da sola da quando i suoi genitori sono morti. Il team inizia a trattarla per sospetti problemi al cuore.
Nel mentre, Foreman chiede il permesso ad House per iniziare un trial clinico, ma House rifiuta. Poco dopo, per rimarcare la sua decisione, il diagnosta affida a Foreman la cura della paziente, ma il neurologo lo ignora facendo procedere Kutner. Quest'ultimo crede alla paziente e le cambia di propria iniziativa la cura, causandole problemi. Foreman, ignorando House, va in ambulatorio, dove viene pungolato da Cuddy, che gli affida un caso che possa dimostrare la sua competenza. Il paziente è Jona (Kyle Red Silverstein), un bambino di quattro anni, che arriva quasi alla morte, e così Foreman si interroga sulle sue vere capacità senza la collaborazione di House; chiede, tuttavia, aiuto a Cameron e Chase, che gli forniscono suggerimenti per un'analisi differenziale, pur ripetendogli diverse volte di parlare del caso ad House. Foreman testardamente rifiuta e alla fine si accorge che Evan (Nathan Gamble), fratello maggiore del bimbo malato, è molto sollecito nell'assisterlo, gli sta sempre accanto e gli fa assumere delle vitamine non prescritte, nella convinzione di rinforzare le sue difese contro la malattia, in realtà provocando un'ipervitaminosi. Foreman riesce dunque a risolvere il caso senza l'aiuto di House, e il piccolo paziente si riprende dopo poco, allontanandosi dall'ospedale insieme alla madre Melinda (Alexandra Lydon), tenendo per mano il fratello maggiore.
Nel frattempo, la ragazza continua ad accumulare bugie su bugie, tra cui una presunta violenza subita dal padre (che l'ha portata alla precedente menzogna in cui dichiarava deceduti i genitori). House, comunque, riesce a trovare la diagnosi: leucemia. La ragazza necessiterebbe di un trapianto di midollo, così Tredici, contro la volontà della ragazza, va alla ricerca dei genitori, ma scopre l'ennesima bugia: la sedicenne ha rubato l'identità di una sua coetanea per non farsi trovare dai suoi genitori. Alla fine, però, House riesce ad estorcerle la verità: per una distrazione, il fratellino della ragazza era annegato nella vasca mentre faceva il bagno e lei, in preda ai rimorsi, aveva deciso di fuggire di casa, e ora preferisce morire piuttosto che prendere del midollo dai propri genitori. Solo in extremis House convince la sedicenne a chiamare i genitori e a ricongiungersi a loro, oltre che guarire.
Alla fine dell'episodio, Foreman comunica ad House che ha intenzione di incominciare a occuparsi del trial clinico, visto che è riuscito a seguire due casi contemporaneamente, e House stavolta non obietta.
- Guest star: Nathan Gamble
- Diagnosi finale leucemia promielocitica acuta (caso di House), ipervitaminosi (caso di Foreman)
- Ascolti Italia: telespettatori 4.636.000 - share 21,25%[5]

## L'ultima risorsa
- Titolo originale: Last Resort
- Diretto da: Katie Jacobs
- Scritto da: Matthew V. Lewis ed Eli Attie (sceneggiatura), Matthew V. Lewis (storia)

### Trama
In ospedale, un uomo armato di nome Jason (Zeljko Ivanek) prende in ostaggio House, Tredici e alcuni pazienti nell'ufficio della Cuddy. L'uomo afferma di essere malato, ma non sa di cosa, nonostante sia stato già visitato senza esito da 16 medici negli ultimi due anni, e chiede le immediate attenzioni dal miglior medico dell'ospedale, minacciando di uccidere alcuni ostaggi. In una stanza piena di persone malate, House deve sfruttarle per assicurare all'uomo che lo curerà e per evitare che gli vengano somministrati dei sonniferi; Tredici si propone come cavia anche per medicine pericolose o dolorose con la motivazione che, per via della sua malattia, vivrà comunque meno degli altri e, di conseguenza, si sacrifica. Mentre Cuddy e il resto del team comunicano con House via telefono per fare test e proporre possibili diagnosi, ponderano la possibilità che l'uomo non abbia niente di fisico e che i pazienti sequestrati potrebbero rischiare la loro vita. Con un ostaggio già ferito, Tredici mette in gioco la sua stessa breve vita mentre riceve gli stessi trattamenti sperimentali che l'ostaggio sta ricevendo. In seguito si rende necessaria una TAC e, per eseguirla, l'uomo deve consegnare la pistola ad House per non ottenere risultati sfocati; dopo l'esame, il diagnosta restituisce la pistola a Jason, cedendo ancora una volta alla curiosità (consegnare il terrorista difatti impedirebbe la diagnosi); Jason confessa ad House che ha preso degli ostaggi perché vuole una risposta sulla sua malattia, in quanto non sopporta l'incertezza. House scopre la patologia, la melioidosi, e intuisce che gli altri sedici medici non l'avevano identificata perché il paziente sbagliava a stendere l'anamnesi: alla domanda se avesse mai visitato paesi tropicali, ometteva sempre di citare un soggiorno in Florida. Jason, però, vuole provare i farmaci su Tredici, cosa che la ucciderebbe sicuramente: la dottoressa lo implora piangendo di essere risparmiata; l'uomo, poco prima dell'intrusione della SWAT, si fida e si inietta il farmaco. Il rischio corso da Tredici la spinge ad accettare la proposta di fare parte dei pazienti del trial clinico di Foreman. Alla fine di questo episodio viene analizzato in modo più approfondito il rapporto tra House e Cuddy, che si chiarisce in parte con un dialogo finale tra i due.
- Guest star: Željko Ivanek, Evan Peters
- Diagnosi finale: melioidosi
- Ascolti Italia: telespettatori 4.684.000 - share 16,76%[6]

## Dolci chili di troppo
- Titolo originale: Let Them Eat Cake
- Diretto da: Deran Sarafian
- Scritto da: Russel Friend e Garrett Lerner

### Trama
House e il team seguono il caso di un'insegnante di fitness, Emmy Harding (Samantha Shelton), che collassa mentre sta girando uno spot. Quando il team le fa dei test per asma, abuso di steroidi e deficienza di vitamine per la dieta che segue, le condizioni della paziente peggiorano. Sebbene si presenti come guru naturale del fitness, il team scopre presto che la donna nasconde un grosso segreto che potrebbe contribuire al deterioramento delle sue condizioni: infatti era obesa, e si è sottoposta ad un intervento di bypass gastrico per dimagrire. La sua malattia è dovuta proprio a questo, e per guarire andrebbe rimosso tale bypass ed iniziata una dieta ricca di carboidrati, cosa che però Emmy si rifiuta di fare, preferendo prendere delle medicine per controllare i sintomi.
Nel mentre, Tredici inizia le sue sedute del trial clinico per il morbo di Huntington con Foreman, e vede una paziente in uno stadio molto peggiore del suo, cosa che la turba (facendole rivivere una scena della sua infanzia, quando sua madre Anne (Danielle Petty) per via della malattia la sgridava senza motivo. La donna poi morì senza nemmeno un ultimo saluto da parte della figlia) e la spinge a non tornare alla seduta successiva.
Kutner intanto dà consigli medici via internet spacciandosi per House, e Taub lo copre; DeeDee (Becky Baeling Lythgoe), una paziente che ha chiesto consigli on-line, si presenta all'ospedale dicendo di avere gravi problemi e pretendendo di parlare con House; così, Kutner e Taub tentano di curarla di nascosto dal diagnosta, ma quando vanno nella sua camera per visitarla viene loro detto che la donna è morta. I due osservano il cadavere in obitorio e vengono rimproverati da House, il quale fa "risorgere la donna". I due sono sconvolti, ma House svela la messa in scena: la malata era in realtà una prostituta assunta dallo stesso House (che aveva scoperto la "truffa" di Kutner) e le analisi erano state falsificate con la complicità di Chase e Cameron, e ciò servirà da lezione per Kutner, che d'ora in poi dovrà dare ad House la metà del ricavato (e il 25% a Chase).
Cuddy si trasferisce nell'ufficio di House, dato che il suo è in ristrutturazione a seguito delle devastazioni verificatesi nel corso dell'episodio precedente, e cerca di sviluppare un rapporto con House, ma lui si comporta insensibilmente e la offende. Per riconquistarla, alla fine dei lavori di ristrutturazione, le fa trovare a sorpresa la sua vecchia scrivania da specializzanda nel suo nuovo ufficio; la direttrice corre da House per ringraziarlo ma si tira indietro amareggiata quando nota che è in compagnia di DeeDee e capisce che il loro rapporto non ha importanza per lui.
- Diagnosi finale: coproporfiria ereditaria
- Ascolti Italia: telespettatori 4.785.000 - share 21,69%[6]

## Gioia al mondo
- Titolo originale: Joy to the World
- Diretto da: David Straiton
- Scritto da: Peter Blake

### Trama
House e il team devono vedersela con un'adolescente, Natalie (Barbara-Kimberly Cannon), che collassa durante una recita di Natale del suo liceo. La ragazza è vittima abituale di bullismo da parte dei compagni, che la deridono per via del suo peso. Kutner, molto interessato al caso, ha una reazione avversa con uno dei presunti persecutori della ragazza, Simon (Lucas Till), un ragazzo molto affascinante; così Taub lo rimprovera e gli dice di non rivalersi sul giovane, visto che, a causa della sua etnicità e per il fatto di essere rimasto orfano in tenerissima età, secondo lui l'indiano fu a sua volta vittima di bullismo. Chase e Kutner interrogano i compagni di Natalie, che però non collaborano, finché i dottori non li informano che la ragazza è ad un passo dalla morte: una delle compagne di classe dice di averle dato dei funghi allucinogeni, appartenenti a Simon. Nonostante le cure, le condizioni della giovane continuano a peggiorare.
Foreman continua a lavorare con Tredici per l'Huntington, insieme seguendo anche un'altra arruolata nel trial, Janice Burke (Lori Petty), ed il loro rapporto nel trial clinico va avanti quando lui impara da lei un'importante lezione.
Nel frattempo, Wilson scommette con House che quest'ultimo non riuscirebbe mai a ricevere un regalo da un paziente, ma perde la scommessa perché il geniale dottore riceve un dono di Natale da Whitney (Elizabeth Tulloch), una paziente a cui diagnostica una partenogenesi (mai accertata in esseri umani), anche se poi, confessa di aver inventato tutto per coprire il tradimento della donna nei confronti del compagno Geoff (John Forest). .
Alla fine è Cuddy ad avere la giusta intuizione sulla malattia di Natalie: si tratta di eclampsia, che la ragazza ha contratto durante una gravidanza che ha tenuto nascosta a tutti. Tre settimane prima, infatti, la giovane aveva partorito segretamente in una casa abbandonata, ma credendo che la neonata fosse morta l'aveva lasciata sul posto. Pur avendo la giusta diagnosi, le sue condizioni sono ormai troppo gravi e non può più guarire. Cuddy si reca nella casa abbandonata per cercare il corpo della neonata, e scopre che in realtà la piccola non è morta, ma è stata trovata da una coppia di senzatetto, Squatter (Christopher DeMaci) e la compagna (Marissa Ingrasci) che si sono presi cura di lei. Così, la direttrice porta la bimba a Natalie, che si sente enormemente sollevata nel vedere che è viva, e che ha così la possibilità di passare un po' di tempo con sua figlia prima di morire. Dopo la morte della ragazza, i nonni e il papà della neonata (che è proprio Simon) decidono di darla in adozione, e Cuddy riesce a ottenerne l'affidamento, realizzando finalmente il suo sogno di diventare madre.
Alla fine dell'episodio, Kutner va a trovare Jonathan, un ex compagno di liceo (Ben Shields) che era stato "bullizzato" da lui ai tempi del liceo (l'ipotesi di Taub, dunque, era completamente errata), mentre Foreman e Tredici si scambiano un bacio, dopo che la dottoressa si è resa conto che il neurologo è una persona diversa da House.
- Guest star: Sherilyn Fenn
- Diagnosi finale: eclampsia
- Ascolti Italia: telespettatori 4.353.000 - share 15,27%[7]
- Curiosità: nella storia che Wilson racconta a Kutner e Taub, la paziente si chiama Irene Adler, un chiaro riferimento alla fiamma di Sherlock Holmes nei romanzi di Sir Arthur Conan Doyle. Inoltre, il regalo che House riceve è un libro di Joseph Bell, insegnante di medicina di Arthur Conan Doyle e sua fonte d'ispirazione per il personaggio di Holmes (il parallelismo tra House e Holmes è molto sottolineato nel corso di tutta la serie, d'altronde anche House abita al civico 221B).

## Senza dolore
- Titolo originale: Painless
- Diretto da: Andrew Bernstein
- Scritto da: Thomas L. Moran, Eli Attie

### Trama
Il team di House è alle prese con Jeff (Martin Henderson). L'uomo ha tentato di suicidarsi nel suo box auto a causa dei continui dolori in tutto il corpo, che nessun medico è mai stato in grado di diagnosticare. Per un caso fortuito, la moglie Lynne (Sarah Danielle Madison) e il figlio Zach (Jake Cherry) rientrano in tempo salvandogli la vita. Jeff viene ricoverato e House si interessa al suo caso per le similitudini fra lui e l'uomo.
Intanto, Cuddy cerca un metodo per riuscire a gestire sia la figlia che l'ospedale, ma alla fine scoprirà di non poterci riuscire, così delegherà parte dei suoi impegni di amministratrice a Cameron, che otterrà una promozione.
House si accorge che nell'impianto idraulico di casa sua c'è una perdita, così chiama l'idraulico Fernando (Alex Fernandez) e scopre che il tubo dell'acqua è stato divelto, poiché il medico per entrare nella vasca da bagno, date le sue difficoltà motorie, si appende al tubo medesimo. Per questo genere di danni l'assicurazione non paga, ma House corrompe l'idraulico per fare in modo di ottenere un risarcimento, anche se, in questo modo, ha speso più soldi di quelli che otterrà.
Intanto, nella relazione fra Tredici e Foreman nascono dei problemi per via del trial clinico, che implica un rapporto medico-paziente fra i due.
Il paziente continua a peggiorare e tenta più volte il suicidio anche in ospedale, tanto che suo figlio cerca anche di distrarre i medici per permettergli di farlo visto che non sopporta di vederlo soffrire. La moglie dell'uomo parla con House e gli dice che sperava che lui potesse capirlo, a causa del dolore alla gamba, ma nel vedere il diagnosta brancolare nel buio teme anche lei che il marito non potrà liberarsi dalla sofferenza se non con la morte. House alla fine, visto che non è riuscito a identificare la patologia da cui è afflitto l'uomo, decide di dimetterlo e di lasciarlo andare a casa a suicidarsi. Prima che ciò accada, però, il geniale dottore ha un'intuizione: l'uomo soffre di epilessia di tipo addominale (viene colpito da convulsioni interne che, comprimendogli i testicoli, lo stomaco e l'intestino, irradiano i forti dolori al resto del corpo) e con una terapia anticonvulsivante potrà essere curato e liberato dal dolore. Dopo la terapia, la moglie guarda felicemente il marito e il figlio camminare fianco a fianco sorridenti.
Infine, nell'ultima scena dell'episodio, Foreman constata che Tredici sta meglio grazie al suo farmaco, ma scopre da un'infermiera che la medicina assunta dalla compagna è un placebo.
- Guest star: Martin Henderson
- Diagnosi finale: epilessia
- Curiosità: la diagnosi dell'uomo è una rarissima forma di epilessia denominata epilessia addominale. Per questo la malattia di questo episodio è una delle più impensabili dell'intera serie: l'epilessia addominale, all'epoca della messa in onda dell'episodio, comprendeva meno di 40 casi diagnosticati nell'intera letteratura medica, a partire dalla sua scoperta nel diciannovesimo secolo.
- Ascolti Italia: telespettatori 4.556.000 - share 19,98%[7]

## Bimba dentro
- Titolo originale: Big Baby
- Diretto da: Deran Sarafian
- Scritto da: Lawrence Kaplow, David Foster

### Trama
House e il suo team devono affrontare il caso di una donna di 29 anni, insegnante di sostegno per bambini problematici, che tossisce sangue.
Cameron deve svolgere il lavoro di Cuddy, che vuole passare più tempo a casa con la bambina. L'immunologa deve quindi scegliere se consentire le procedure che House decide di applicare alla paziente; la donna, pur tenendogli testa, finisce sempre per acconsentire alle rischiose cure o test che propone il suo vecchio capo, anche se alla fine le sue decisioni si riveleranno giuste.
Intanto Cuddy valuta seriamente di ripudiare Rachel, la neonata che le è stata temporaneamente affidata prima di essere adottata definitivamente, perché afferma di non provare felicità con lei; Wilson cerca in ogni modo di consolarla e convincerla a tenere la bambina.
La direttrice viene contattata telefonicamente da Kutner, il quale fin dall'inizio si era mostrato contrario ad un test molto rischioso proposto da House (asportare alla paziente la calotta cranica per valutare la risposta del cervello a vari stimoli), e mentre ordina ad House di interrompere il test, la bambina inizia a piangere: la paziente ne è molto irritata, cosa che in seguito consente al diagnosta di individuare da quale patologia è affetta; Cuddy, in preda ad una crisi, urla a Rachel di smettere di piangere e il pianto della piccola termina: crede perciò di essere riuscita a stabilire un contatto con la bambina e decide quindi di tenerla, comunicando la cosa ad House, il quale prende in braccio la piccola (che peraltro gli vomita sulla camicia), e la squadra curioso e interessato.
Nel frattempo, Foreman è indeciso sul da farsi circa il trial clinico per il morbo di Huntington: non sa infatti se somministrare il vero farmaco a Tredici (che afferma di sentirsi meglio pur prendendo il placebo), donandole qualche anno di vita in più ma rischiando la carriera; si decide a farlo solo dopo un consulto con House.
Alla fine dell'episodio, Cameron decide di lasciare il lavoro da direttrice perché si accorge di non essere in grado di dire di no ad House, in quanto era stato proprio lui ad insegnarle come diagnosticare e curare i pazienti, e perciò le aveva trasmesso il suo metodo. Cuddy è quindi costretta a tornare al lavoro, motivo per cui comincia a stressarsi per gestire al meglio sia la sua carriera sia la bambina.
- Diagnosi finale: dotto arterioso pervio
- Ascolti Italia: telespettatori 4.625.000 - share 16,22%[8]

## Il bene più grande
- Titolo originale: The Greater Good
- Diretto da: Lesli Linka Glatter
- Scritto da: Sara Hess
- Curiosità: 100º episodio della serie

### Trama
Dana Miller, famosa ex ricercatrice sul cancro che ha lasciato le sperimentazioni per trovare la felicità, e che per questo viene duramente criticata dal team e da Wilson, viene ricoverata al Princeton in preda a uno pneumotorace.
Intanto, Cuddy mette in atto una serie di "vendette" contro House, colpevole di averle impedito di delegare il suo lavoro a Cameron e quindi di trascorrere più tempo con la sua bambina. Taub parla alla moglie della possibilità di avere un figlio, ma questa è contraria. Tredici comincia ad accusare alcuni effetti collaterali a causa del farmaco sperimentale contro la malattia di Huntington, che Foreman ha iniziato a somministrarle al posto del placebo, di nascosto da tutti tranne che da House, contravvenendo così al protocollo sui test clinici e mettendo a repentaglio la propria carriera.
La paziente presenta nuovi sintomi (fegato, epidermide, cuore, colonna vertebrale), ma nessuno riesce a venirne a capo. Al contempo, Tredici comincia a perdere la vista e Foreman - sottoponendola a risonanza magnetica - scopre che il farmaco contro la malattia di Huntington ha provocato un cancro al chiasma ottico, che la rende poco dopo totalmente cieca. Il neurologo vuole rivolgersi alla casa farmaceutica che produce il farmaco usato nella sperimentazione per raccontare tutto e sapere come sono stati trattati altri casi analoghi, ma House e Tredici stessa glielo impediscono per non fargli rischiare la revoca della licenza medica. House, peraltro, lo aiuta a praticare una radioterapia localizzata a Tredici.
Miller inizia a sanguinare da tutti gli orifizi, ma le varie differenziali non portano a nulla. Cuddy, convinta da Wilson, incontra House scusandosi per gli scherzi vendicativi ai quali lo ha sottoposto. House l'apostrofa discutendo sulle variazioni d'umore delle donne durante il periodo mestruale, e nello stesso momento ha la solita illuminazione: la paziente, 8 mesi prima, era stata sottoposta ad un intervento chirurgico per l'asportazione di un mioma uterino; in tale occasione, diverse cellule endometriali erano entrate nel flusso sanguigno, andandosi a depositare per tutto il corpo e moltiplicandosi. Raggiunta la "massa critica" e avvicinandosi le mestruazioni la paziente ha subito l'effetto di avere tanti "uteri" per tutto il corpo che hanno incominciato a gonfiarsi prima e a sanguinare poi, mettendone a rischio la vita.
In chiusura dell'episodio, Foreman si rivolge comunque alla casa farmaceutica che, nonostante abbia falsificato delle cartelle cliniche e messo a repentaglio la reputazione dell'ospedale, non lo licenzia ma gli vieta semplicemente di partecipare ad altri trial clinici. Tredici riacquista l'uso della vista. Wilson, dopo un colloquio con Miller, incomincia ad uscire dallo stato di depressione dato dalla perdita di Amber, tanto che riesce a trovare il coraggio di lavare una tazza ancora sporca del suo rossetto.
- Guest Star: Judith Scott (Dana Miller), David Purdham (chef)
- Diagnosi finale: endometriosi
- Ascolti Italia: telespettatori 3.956.000 - share 15,63%[8]

## Infedele
- Titolo originale: Unfaithful
- Diretto da: Greg Yaitanes
- Scritto da: David Hoselton

### Trama
In un centro di recupero per poveri, il reverendo Daniel Beeson torna nel suo appartamento e trascorre la notte a fumare e bere. Quando sente bussare alla porta e va ad aprire, trova un Gesù sanguinante e sospeso in aria. Il caso finisce nelle mani di House, poiché il prete è in realtà non credente e convinto di avere le allucinazioni.
Il diagnosta è contrario alla relazione tra Tredici e Foreman, e comunica ai due di lasciarsi, altrimenti sarà costretto a licenziarli. Foreman, non essendo d'accordo con le condizioni poste, decide di non fare nulla, cosicché House lo licenzia. Il neurologo chiede a Cuddy una lettera di referenze, ma la direttrice si rifiuta e lo mette di fronte ad una dura realtà: nonostante lui sia un bravo medico, ha trasgredito a parecchie regole, mettendo a repentaglio sia la sua carriera sia la reputazione dell'ospedale, motivo per cui difficilmente verrà accettato a lavorare in altri ospedali.
Intanto, mentre Kutner e Taub fanno l'anamnesi di Daniel, notano che il paziente ha cambiato spesso residenza nel giro di pochi mesi: scoprono infatti che, essendo stato accusato di aver molestato un ragazzino, è stato trasferito più volte, anche se il prete nega l'accaduto. A seguito di questa accusa, il religioso è sconfortato e confessa ai dottori di aver perso la fede. Non trovando nulla di rilevante e convinti che le allucinazioni del paziente fossero causate dall'alcol, i due medici decidono di dimettere Daniel, ma scoprono che un alluce si è staccato dal piede per necrosi.
Nel frattempo, Cuddy chiede ad House di partecipare alla cerimonia di battesimo per Rachel, ma lui, sapendo che la donna non è fermamente religiosa, le dà dell'ipocrita e la prende in giro. Taub e Kutner, dopo aver ispezionato la casa di Daniel, mettono il prete in una camera iperbarica, credendo abbia subito un avvelenamento da monossido di carbonio, ma il paziente comincia ad avere delle crisi che gli causano un attacco di cuore. A seguito di alcune analisi, i medici trovano una nevralgia intercostale, un trauma a un nervo del petto; di lì a poco, il prete perde la vista a un occhio.
Tredici informa Cameron e Chase circa l'ultimatum di House ed il licenziamento di Foreman, affinché i due possano darle consigli ed aiutare il loro amico trovandogli un posto al pronto soccorso. Mentre Chase le consiglia di lasciare Foreman per non rovinarsi la carriera, Cameron suggerisce di tenere testa ad House affinché lui la rispetti.
I medici non riescono a trovare alcun danno strutturale all'occhio di Daniel, ma notano che il suo corpo si sta spegnendo lentamente. House crede che l'uomo abbia un'infezione, ma la milza si sta ammalando e non ci sono globuli bianchi che la indichino.
Preoccupata per Foreman, che non riesce a trovare facilmente lavoro, Tredici propone ad House di riassumerlo al suo posto, ma Foreman va su tutte le furie quando viene a sapere che la sua ragazza sta facendo il gioco di House, che in realtà è un pretesto per avere il controllo sulle persone.
Durante la biopsia, House e Daniel discutono sulla perdita di fede (fede che il prete spera di ritrovare) e il paziente sfida il diagnosta sulla sua stessa ipocrisia: secondo il prete, House salva le vite delle persone anche se dice di non preoccuparsene, poiché in realtà sta cercando qualcuno che gli dia la speranza che lo porti a credere. Ma il medico accantona questa teoria e se ne va, imbattendosi in Cuddy che, ricevuta l'ennesima presa in giro da House, annulla il suo invito al battesimo della figlia, dicendogli di non gradire persone che fomentano tanto odio in un'occasione speciale e di affetto.
Dopo aver effettuato dei test, Taub spiega ad House che Daniel ha l'AIDS. Una volta riferita la diagnosi al paziente, il prete non crede sia vero e puntualizza ai dottori che non ha mai avuto rapporti, e di conseguenza si rifiuta di fare altri test. House dà comunque il consenso al team per cominciare la terapia. Credendo che il paziente menta, Taub va segretamente dal ragazzo che Daniel avrebbe molestato, Ryan, e, dopo averlo informato sulle condizioni del prete, gli consiglia di fare il test per l'AIDS, ma il ragazzo si rifiuta di collaborare.
Nella pausa pranzo, Wilson discute con House, il quale ritiene che l'invito della Cuddy sia l'ennesima provocazione, a cui lui non vuole cedere, ma l'oncologo pensa che il diagnosta dovrebbe lasciarsi trascinare dai sentimenti e iniziare ad avere una relazione con la donna, poiché crede siano fatti per stare insieme. Di conseguenza, gli consiglia di partecipare al battesimo di Rachel, perché sa che lei ci tiene alla presenza di House.
Foreman torna da House per essere riammesso, ma quando Tredici si intromette e capisce che sta per essere licenziata, i due cominciano a litigare e Foreman si rende conto che la ragazza ha fatto la proposta ad House solo per non sentirsi in colpa.
Mentre Kutner lo cura per l'AIDS, Daniel manifesta un rush cutaneo. Il team si riunisce per discutere sulla nuova diagnosi e, tra le varie ipotesi, Tredici e Foreman, essendo in conflitto, litigano per divergenze d'opinione. House pone fine alla discussione dicendo di fare dei test genetici su Daniel. Mentre Taub e Kutner fanno i test, Ryan piomba in ospedale e chiede di parlare con il prete. Il ragazzo, pentitosi di averlo accusato per molestie, gli chiede scusa e viene perdonato.
House riesce a diagnosticare la malattia del paziente, escludendo l'allucinazione tra i sintomi. Rivela quindi a Daniel che è affetto dalla sindrome di Wiskott-Aldrich, malattia genetica simile all'AIDS che compromette il sistema immunitario. House spiega al prete che l'allucinazione era dovuta al bere e che fosse solo una coincidenza, ma Daniel nota che proprio quella coincidenza (la visione di Gesù) l'ha portato ad House che l'ha curato. Il prete ritrova quindi la fede.
Cuddy va da Cameron e le due notano che House è riuscito di nuovo a risolvere il caso, pur avendo violato i suoi stessi principi. Cameron capisce che Cuddy prova qualcosa per House e le consiglia di parlargli a cuore aperto. Così la donna fa un ultimo tentativo, ma il diagnosta scappa prima che lei possa aprire bocca.
Alla fine, Tredici torna a casa e saluta Foreman, seduto sul sofa che l'aspettava, con un inchino da teatro: i due hanno inscenato il tutto per poter continuare a lavorare con House; alla festa di Cuddy c'è un'atmosfera di grande allegria, anche se lei spera fino all'ultimo che House si presenti, cosa che non succederà.
- Guest Star: Jimmi Simpson (Daniel)
- Diagnosi finale: sindrome di Wiskott-Aldrich e psicosi temporanea da alcolismo
- Ascolti Italia: telespettatori 4.235.000 - share 15,10%[9]

## Il lato più tenero
- Titolo originale: The Softer Side
- Diretto da: Deran Sarafian
- Scritto da: Liz Friedman

### Trama
Un medico informa due genitori, Melanie e Ben, che il loro figlio è affetto da mosaicismo genetico, cioè ha un DNA sia femminile che maschile. Comunque, il loro bambino può avere una vita normale una volta che subirà un intervento "correttivo", ma saranno loro due a dover scegliere il sesso. Una volta cresciuto, il piccolo Jackson sviene in preda a dolori pelvici mentre gioca a basket.
Cuddy affida il caso ad House e gli chiede di non rivelare al paziente del suo difetto genetico per volere dei genitori, che tengono nascosto al figlio il trattamento con il testosterone, spacciandolo come vitaminico.
Nel frattempo, Foreman e Tredici fingono di non stare insieme, in modo che House non possa licenziarli, ma Taub e Kutner sospettano il loro doppio gioco.
Tredici comunica ai genitori del paziente di interrompere il trattamento con il testosterone per effettuare dei test, ma loro non sono d'accordo, poiché il ragazzo riscontrerebbe dei problemi nella pubertà. Mentre Tredici dà a Jackson il blocker per il testosterone, capisce che il ragazzo non vive bene la sua personalità e ad avvalorare la sua tesi c'è una poesia scritta da lui, trovata a seguito di un'ispezione dell'abitazione, che sembra mostrare istinti suicidi. Tredici si sente in dovere di avvisare i genitori affinché loro possano dire la verità al figlio, ma la madre è contraria. La dottoressa decide comunque di dare degli indizi a Jackson in modo tale che il ragazzo possa pretendere la verità dai genitori.
Intanto, Wilson, Cuddy e il team notano che House è diventato improvvisamente gentile con tutti e, a seguito di un'insufficienza respiratoria - che il diagnosta ritiene conseguenza di un'overdose di Vicodin - cominciano a sospettare che faccia uso di eroina per attenuare meglio il dolore alla gamba. Wilson lo mette alla prova offrendogli del bourbon: se la sua tesi è esatta, il distillato dovrebbe provocare ad House un altro attacco respiratorio. Il geniale dottore, però, capisce le intenzioni di Wilson e, subito dopo aver bevuto, esce dal locale e viene sorpreso a vomitare. Dopo esser stato scoperto, confessa a Wilson di fare uso di metadone, col quale, anche se aumenta esponenzialmente il rischio di mortalità, elimina del tutto il dolore alla gamba.
I genitori di Jackson, su consiglio della Cuddy, prendono coraggio per raccontare la verità al figlio, che rimane deluso per aver vissuto nella menzogna. Tredici consola il ragazzo consigliandogli di essere liberamente quello che lui vuole essere.
Nel mentre, la Cuddy viene a sapere che House fa uso di metadone e, preoccupata per lui, gli vieta di usarlo; il medico, per tutta risposta, si dimette. Di conseguenza, viene sostituito da Foreman, che continuerà ad occuparsi del caso.
Il paziente comincia a vomitare sangue; la causa è una pancreatite necrotica. Il team pensa possa trattarsi della sindrome di Zollinger-Ellison oppure di sclerodermia, nel caso in cui le cure per la prima malattia non dovessero funzionare. Taub informa i genitori che Jackson non sta rispondendo alla Zollinger-Ellison; la madre è disperata, poiché la sclerodermia è letale.
Wilson, preoccupato per House, si reca a casa sua e lo trova in gran forma, pronto per cominciare a lavorare in un altro ospedale. Perciò pensa che lui sia felice, e cerca di convincere di questo anche la Cuddy che, sorpresa del suo cambiamento, propone a House di riassumerlo e fornirgli le cure per il metadone.
Tredici, aiutata da Foreman, nota che il trattamento di Jackson sta rallentando la progressione della malattia, il che indicherebbe che la sclerodermia non è la causa del suo malessere.
House ritorna nel suo ufficio e viene informato dal team che Jackson non ha la sclerodermia. Studiando le cause, si scopre che il paziente era semplicemente disidratato: i sintomi sono stati tutti provocati dal liquido di contrasto iniettato per la risonanza magnetica, rimasto nell'organismo perché non smaltito dai reni, che non stavano funzionando bene a causa delle troppe bevande energetiche somministrate al bambino dai genitori. Il paziente viene così sottoposto a dialisi.
Alla fine, House si rende conto che senza la sofferenza data dalla gamba non riesce ad essere il geniale medico che vuole essere (erano i genitori del ragazzo a volere la risonanza, il diagnosta li ha accontentati perché troppo "felice") e rinuncia al metadone.
- Diagnosi finale: insufficienza renale indotta dal mezzo di contrasto
- Ascolti Italia: telespettatori 3.738.000 - share 14,96%[9]

## Il patto sociale
- Titolo originale: The Social Contract
- Diretto da: Andrew Bernstein
- Scritto da: Doris Egan

### Trama
Un uomo (Nick, Jay Karnes) viene ricoverato in pronto soccorso perché affetto da una disinibizione del lobo frontale, cioè dall'incapacità di tenere per sé tutto ciò che pensa, anche le cose molto imbarazzanti; quindi Cameron decide di affidare il paziente ad House.
La prima ipotesi di House è che il paziente abbia un cancro all'interno del naso propagatosi fino al cervello, ipotesi che si rivela però sbagliata.
Nel frattempo, House invita Wilson a vedere i Monster Truck, ma l'amico rifiuta dicendo inizialmente di essere già impegnato e poi sostenendo che non gli sono mai piaciuti, e che andava a vederli solo perché piacevano a lui. Il diagnosta, però, non crede a questa affermazione e pensa che l'amico gli stia nascondendo qualcosa, così incomincia ad indagare.
Foreman ipotizza una neuro-sarcoidosi, patologia che almeno è curabile, ma anche questa ipotesi si dimostra errata, poiché il paziente non risponde alla terapia con gli steroidi e inoltre si manifesta un nuovo sintomo, l'insufficienza renale.
Wilson confessa ad House che mercoledì sera andrà a giocare a racquetball con Taub, ma ancora una volta il diagnosta è sospettoso e non crede che sia la verità. L'amico dice di averlo nascosto ad House perché così Taub non sarebbe stato tormentato, e inoltre perché voleva nascondere il fatto che farà con Taub ciò che House non è in grado di fare a causa del suo handicap.
Nel frattempo, Kutner pensa che potrebbe trattarsi di un disturbo metabolico congenito e per ridurre il numero di test da fare chiede ai genitori l'autorizzazione a poter testare il funzionamento dei nervi periferici della figlia, causandole una scottatura alla mano.
House, per smascherare la bugia di Taub e Wilson, fa giocare il membro del suo staff a racquetball contro il muro dell'obitorio, mentre gli racconta ciò che è emerso dagli ultimi test. Dopo aver rovesciato uno scaffale e dimostrato di non saper giocare, il medico si arrende e confessa che non deve uscire con Wilson, ma che gli sarebbe stato utile che un primario gli dovesse un favore. Alla fine della scenetta, House gli dice che quella che ha in mano è una racchetta da squash e gli ordina di fare il doppio gioco per scoprire dove Wilson andrà realmente mercoledì. Taub stampa le e-mail di Wilson, anche quelle cancellate, e così House scopre che il suo amico deve andare a trovare qualcuno al New York Mercy.
Kutner ipotizza una Leptospirosi, patologia che però causerebbe un danno permanente, poiché operare sarebbe troppo rischioso e potrebbe essere letale. Dopo una discussione, si decide infine che il paziente dovrà essere operato (su sua richiesta, per poter recuperare i suoi rapporti famigliari) e Chase riesce a convincere il suo capo ad eseguire questo rischioso intervento, che però non porta a nessun miglioramento delle condizioni del paziente, il quale continua a parlare senza inibizioni. Alla fine si capisce che il paziente ha un tumore e una sindrome paraneoplastica.
House scopre poi che mercoledì sera Wilson dovrà andare a fare visita a suo fratello, malato di schizofrenia, che non vede da nove anni. Danny, infatti, è scappato perché suo fratello non ha risposto a una sua chiamata, poiché stava studiando per l'esame del giorno dopo, e questo ha causato a Wilson sensi di colpa per anni. Ora Danny è di nuovo sotto anti-psicotici, e quindi Wilson è in grado di parlarci e rimediare al suo errore. L'oncologo, però, rimane molto deluso da questo colloquio, perché si rende conto che è un dialogo tra due estranei.
- Diagnosi finale: sindrome di Doege-Potter
- Ascolti Italia: telespettatori 4.489.000 - share 15,92%[10]

## Vieni micina
- Titolo originale: Here Kitty
- Diretto da: Juan José Campanella
- Scritto da: Peter Blake

### Trama
Il nuovo caso di House è un'infermiera che lavora presso una casa di riposo e che è convinta di essere in pericolo di vita: nella casa di riposo vive infatti una gatta, Debbie, che sembra in grado di predire la morte delle persone. Difatti, quando il felino va a dormire vicino a un paziente questi poco dopo muore, e il giorno prima si era accucciato proprio vicino a lei. Per farsi curare dal diagnosta, finge di avere una crisi epilettica e di urinare color verde, ma viene smascherata; House vuole tuttavia tenere il caso, perché è deciso a dimostrare che la storia della gatta non è vera, e così porta la bestiola in ospedale. Cuddy vorrebbe mandare via l'animale e dimettere la paziente, ma proprio prima di andarsene la donna ha un broncospasmo, in parte causato da House che le fuma un sigaro in faccia, quindi viene sottoposta ad altri accertamenti.
Taub ha delle preoccupazioni economiche dovute al cambio di lavoro e di paga e ad alcuni investimenti sbagliati; inoltre ha dei problemi con House, che si vendica con lui perché ha confutato una sua teoria e lo ha accusato di essere stato raggirato dalla finta crisi della paziente, cosa in seguito rivelatasi vera. In ospedale, l'ex chirurgo plastico incontra un paziente che sembra riconoscerlo e che dice di aver frequentato il suo stesso liceo, più avanti di lui di due anni: l'uomo afferma di soffrire di capogiri e di aver consultato altri tre dottori senza successo. Taub lo guarisce con una semplice manovra e lui gli offre una cena. In seguito l'uomo, che dichiara di essere l'amministratore delegato di una grande azienda produttrice di attrezzature mediche, offre a Taub un posto ben remunerato nella sua azienda. Il medico accetta e prepara quindi il denaro necessario per entrare nella società, andando poi da House per dare le dimissioni, ma questi lo ammonisce e prevede il suo imminente ritorno. Una volta presentatosi nell'azienda, Taub scopre però che il suo amico è un truffatore, in realtà era un semplice centralinista, e ha ingannato molte persone intascandone risparmi, ma ora è stato arrestato: tra lo sbalordito e lo spaventato, Taub è contento di non aver ancora versato i soldi e ritorna quindi da House.
Il geniale diagnosta, intanto, ridicolizza le credenze della giovane ragazza citando anche l'esempio del fondatore di un'importante religione (gli Avventisti del Settimo Giorno); per provare scientificamente l'inverosimiglianza dell'idea del gatto che predice la morte, House porta Debbie vicino ad alcuni pazienti in coma (causando una grave reazione allergica, prontamente fermata, a uno di essi): la gatta si accoccola vicino al signor Limbert, che il giorno dopo muore.
La diagnosi viene intervallata da scherzi tra gli stessi dottori: House esagera la credulità di Kurtner, di cui disprezza la superstizione, rovesciando sale, aprendo l'ombrello in ufficio e arrivando a fingere di star male dopo essere stato con la gatta, sputandogli in faccia del succo di mirtillo, mentre Kutner risponde urinando sulla sua poltrona preferita.
House porta il felino nel suo studio e nota che questo si acciambella sul suo macBook. Egli intuisce così che è il calore ad attirare la gatta sui moribondi: di questi, infatti, tre erano febbricitanti e gli altri otto avevano una coperta termica. Grazie al caldo, House arriverà ad un'altra brillante intuizione che gli consentirà di formulare la giusta diagnosi: un raro tumore dell'appendice produceva tutti i sintomi finora riscontrati, più la vampata di calore sentita dalla gatta, in precedenza non rilevata dai dottori.
- Diagnosi finale: tumore dell'appendice
- Ascolti Italia: telespettatori 3.970.000 - share 16,52%[10]

## Intrappolato
- Titolo originale: Locked In
- Diretto da: Dan Attias
- Scritto da: Russel Friend, Garrett Lerner, David Foster

### Trama
Un uomo fa una brutta caduta in bici e rimane completamente paralizzato, potendo muovere solo le palpebre. Ritenuto erroneamente morto, sente il medico curante dichiarare il suo cuore adatto a un trapianto, ma House (fortunatamente nel letto vicino al suo, a causa di un piccolo incidente motociclistico) cerca di convincere il medico che in realtà il paziente sia vivo, insistendo fino a conquistare l'esclusiva del caso, scoprendo inoltre che è stata la paralisi a causare l'incidente, e non il contrario.
Intanto, House minaccia Taub, dicendo che, visto che voleva licenziarsi, probabilmente non tiene al proprio lavoro: se durante la diagnosi non avrà un'ottima idea, verrà licenziato.
Una volta avviato il trasferimento al Princeton Plainsboro Hospital, il team scopre un'insufficienza epatica, che ha rilasciato enzimi in maniera incontrollata (danneggiando così altri organi).
A un certo punto, il paziente non riesce più a muovere nemmeno le palpebre e comunica con i dottori attraverso un computer che interpreta gli impulsi cerebrali, grazie ad un'idea di Taub.
Dopo vari tentativi e grazie a domande serrate del tipo sì/no, si riesce a scoprire che il ragazzo, che aveva un ruolo di responsabilità in un'azienda, ha fatto l'uomo delle pulizie per una ditta che produce batterie ricaricabili per cellulari, tenendo il tutto nascosto alla moglie. Essendo notevole la presenza di cadmio in polvere, la diagnosi è di avvelenamento da metalli pesanti, ma le cure non risolvono il problema; il paziente arriva a desiderare di lasciarsi morire, piuttosto che continuare una vita da vegetale.
Nel frattempo, Wilson cerca di scoprire perché House è andato a Middletown, senza riuscirci.
La chiave illuminante del caso è l'eruzione cutanea che appare sul polso di Tredici a seguito di un fortuito contatto con l'urina del paziente al momento di estrarre il catetere: Kutner intuisce che potrebbe essere qualcosa di infettivo e i medici trovano sul dito del paziente un taglio, attraverso cui è penetrata la leptospirosi: una piccola quantità di urina di ratto basta per avviare l'infezione (che ora si è trasmessa anche a Tredici). La diagnosi si rivela, oltre che straordinariamente geniale, anche giusta, in quanto il paziente ritorna a muovere un dito e, a fine episodio, vediamo un recupero ormai completo.
Si scopre anche il motivo della trasferta di House: si era recato a Middletown per vedere uno psichiatra e ciò rasserena Wilson, in quanto nota un cambiamento. House giura di non vederlo più perché "non funziona", e Wilson chiude l'episodio con un severo monito: "Rimarrai solo".
L'episodio si interrompe mentre, con una ripresa soggettiva, scopriamo che la vista di House si sta appannando.
- Guest star: Mos Def
- Peculiarità: Dato che il paziente non può comunicare con il mondo esterno, la maggior parte dell'episodio viene girato come se la cinepresa si trovasse al posto degli occhi del paziente e i suoi pensieri, che a causa della malattia non può pronunciare, sono espressi ad alta voce. Questa particolarità rende l'episodio molto simile, nella sua regia, al film Lo scafandro e la farfalla di Julian Schnabel.
- Diagnosi finale: leptospirosi
- Ascolti Italia: telespettatori 4.787.000 - share 16,85%[11]

## Una spiegazione semplice
- Titolo originale: Simple Explanation
- Diretto da: Greg Yaitanes
- Scritto da: Leonard Dick

### Trama
Una donna viene colpita da un'insufficienza respiratoria mentre dice addio al marito che è quasi in fin di vita.
Mentre il team comincia a studiare il caso, House prende continuamente in giro Taub per aver rubato i meriti dell'intuizione per la risoluzione dell'ultimo caso al collega Kutner, che però molto stranamente non è ancora arrivato al lavoro.
House, molto insospettito, manda Tredici e Foreman a casa sua per scoprire come mai non si è presentato al lavoro. I due, arrivati a casa del collega, sono sconvolti da un terribile scenario: Kutner giace senza vita disteso sul parquet del suo loft, con un fiotto di sangue che esce dal lobo temporale destro e una pistola a fianco. Tutto fa pensare che si sia suicidato.
In ospedale, marito e moglie presentano un fatto curioso: lui sta per morire, ma ritrova vitalità e forza quando sta per morire la moglie. Nessuna diagnosi sembra combaciare e si stanno compromettendo le vite di entrambi i coniugi. Eddie, il marito, decide di sacrificarsi per fare un trapianto di fegato per poter salvare la moglie, ma insorgono nuove complicanze, date dall'impossibilità  di capire cosa ha veramente colpito la donna; inoltre Taub denuncia alla moglie le intenzioni di Eddie, rendendo impossibile il trapianto.
L'insistenza di Cameron per i noduli alle dita di Eddie porta ad una diagnosi di blastomicosi cardiaca, scatenata da una muffa rara ma curabile con l'itraconazolo.
House si ossessiona per la morte del collega e fa un'analisi sui possibili moventi per l'omicidio (tesi che in realtà non regge nemmeno per un minuto): sulla lavagna usata per risolvere i casi medici troviamo elencati potere, droghe, soldi, gelosia e vendetta. Il diagnosta ha anche occasione di parlare con i genitori adottivi del ragazzo, ma invece di esprimere loro il proprio cordoglio, finisce per accusarli di non aver insistito abbastanza per fargli difendere le sue origini, la sua diversità, di fatto incolpandoli di quanto accaduto.
Tornando ai due pazienti, House trova l'illuminazione: la moglie moriva dalla voglia di andare a Rio de Janeiro ma il marito non aveva mai il tempo di portarla; così il diagnosta pensa che ci sia andata con un altro uomo (in tal modo avrebbe contratto la malattia dalle mosche della sabbia, ovvero la Leishmaniosi viscerale). La donna confessa tutto: per curarla servirebbe un fegato nuovo e l'antimonio. La diagnosi però, a causa delle troppe bugie, è arrivata troppo tardi e per la donna non c'è più nulla da fare: il fegato inviato dal New York Mercy viene rispedito indietro.
Alla fine dell'episodio, la squadra, con l'esclusione di Taub (che non accetta il suicidio dell'amico) e House, presenzia al funerale di Kutner.
- Diagnosi finale: blastomicosi cardiaca (marito), leishmaniosi viscerale (moglie)
- Riferimenti: Quando House incontra Cameron lei gli dice che Kutner non è stato ucciso e lui risponde "Lo deduci togliendoti gli occhiali da sole su una canzone degli The Who": è un chiaro riferimento alla stereotipata mossa di Horatio Caine che avviene prima della sigla in ogni puntata della serie CSI: Miami che è appunto la canzone Won't Get Fooled Again della band inglese.
- Il marito della paziente di House, interpretato da Meat Loaf, si chiama Eddie. Il nome è un probabile riferimento all'omonimo personaggio del musical The Rocky Horror Show, interpretato nel suo adattamento cinematografico dallo stesso Meat Loaf.
- Ascolti Italia: telespettatori 4.073.000 - share 16,27%[11]

## Salvatori
- Titolo originale: Saviors
- Diretto da: Matthew Penn
- Scritto da: Eli Attie, Thomas L. Moran

### Trama
Un ambientalista, convinto attivista di varie partecipazioni e sit in per salvare il pianeta dalla distruzione umana, si sente male. In ospedale, il team di House è ancora scosso dal suicidio di Kutner, ma Cameron propone loro un nuovo caso, al quale partecipa anche lei, nonostante non sia più in squadra. 
Intanto Chase ha programmato una gita romantica al mare con Cameron. Lei, però, rimanda in continuazione a causa del nuovo caso e di un anello di fidanzamento trovato nel suo cassetto: non vuole sposare Chase perché crede che sia mosso dalla paura di perderla (visto il recente suicidio del collega).
Accampa quindi scuse per non partire, e la fiducia di Chase viene messa a dura prova, portandolo anche a dubitare dell'amore di Cameron per lui, fino a credere che lei sia ancora innamorata di House.
Mentre queste schermaglie amorose fanno da storia secondaria, il paziente sta morendo: le varie cure non hanno effetto e si scatenano diverse reazioni in base ai singoli farmaci somministrati; addirittura il team di House scoprirà una rottura del femore da sdraiato, senza contusione (evento molto raro).
House, intanto, vuole indagare riguardo la nuova dieta di Wilson: non aveva mai visto il suo migliore amico mangiare così salutare e non gli ruba il cibo come al solito perché prova ribrezzo davanti a tutte quelle verdure. Il diagnosta ha paura di perdere il proprio dono, perché non riesce a risolvere il caso, né a capire il motivo della dieta di Wilson e la scelta di Cameron.
La moglie del paziente ha anche un figlio e, preoccupata per la salute del marito, lo implora di smettere di protestare in posti estremamente tossici (discariche, segherie, foreste) per la sua salute. House, realizzando che Wilson lo stava prendendo in giro per farlo rientrare in contatto con il suo dono e per fargli superare il trauma dovuto al suicidio di Kutner, scopre la soluzione poco dopo essersi arreso: crede che il fervente ambientalista sia sia punto con delle rose, ma lui nega. Verrà poi fuori che, per farsi perdonare per una cena mancata, ha regalato proprio delle rose a sua moglie, che aveva già fatto i bagagli e se n'era andata. L'uomo ha così cestinato le rose e le ha comprato degli orecchini. Nel mentre, però, si è punto con una spina e ha contratto la sporotricosi, malattia che attacca l'organismo compromettendolo seriamente: lesione all'ottavo nervo cranico e al nervo frenico, con quadro clinico aggravato dagli steroidi e dagli stimolatori di crescita insulina-simili, che hanno diffuso la malattia al cuore e alle ossa.
L'uomo verrà curato senza problemi, ma deciderà di continuare le sue attività ambientaliste, causando non pochi problemi alla moglie, che alla fine va via senza di lui
Alla fine dell'episodio vediamo la riappacificazione di Chase e Cameron, con la decisione di sposarsi e la comunicazione del lieto evento a Cuddy, ma anche una scena particolarmente turbante: il geniale diagnosta sta suonando il piano e l'armonica nel suo appartamento, quando improvvisamente i suoi occhi si spalancano e di fronte a lui, appoggiata al pianoforte, appare Amber che gli parla e si complimenta per avere risolto il caso e scoperto il gioco di Wilson.
- Diagnosi finale: sporotricosi
- Ascolti Italia: telespettatori 4.199.000 - share 15,08%[12]

## House diviso
- Titolo originale: House Divided
- Diretto da: Greg Yaitanes
- Scritto da: Liz Friedman, Matthew V. Lewis

### Trama
L'episodio inizia con una scena in cui si vede il futuro paziente, un ragazzo sordo, partecipare ad un incontro di lotta greco romana.
Nel frattempo, House è in compagnia della sua allucinazione di Amber, con cui parla e cerca di capire le motivazioni della sua presenza. Durante la differenziale, Amber aiuta House nella diagnosi e Taub sospetta che il diagnosta abbia qualcosa.
House si prende in mano l'organizzazione dell'addio al celibato di Chase, con l'aiuto di Foreman e Tredici che, mentre cercano una spogliarellista per la festa, pensano ai motivi per cui House voglia organizzare l'evento.
Durante un test, si avvera una previsione di Amber, e House capisce che lei ha accesso a tutto il suo cervello, per cui l'ascolterà durante il resto dell'episodio.
Nel corso di una biopsia di conferma per un tumore, House fa inserire un impianto cocleare per fare in modo che il ragazzo possa acquistare l'udito. La mamma del giovane decide però di far togliere l'apparecchio al ragazzo, perché lui vuole così, per quanto lei stessa sia contraria. Il ragazzo strappa l'impianto appena la madre si allontana. Nel frattempo, prende piede un'ipotesi di sclerosi multipla.
Mentre sta preparando uno spettacolo con il fuoco per l'addio al celibato, House provoca un piccolo incendio in obitorio, domato senza pesanti conseguenze. L'organizzazione dell'addio al celibato di Chase è perfetta e con ottime coreografie, è stata organizzata di nascosto a casa di Wilson poiché lui diceva che non sarebbe andato. Durante la festa, House resta chiuso in bagno parlando con la sua allucinazione di Amber, mentre tutto il resto del team si dà alla pazza gioia. A un certo punto Chase, leccando per gioco una spogliarellista, ha una crisi allergica causata dalla crema per il corpo alla fragola della ragazza: House sapeva di questa allergia di Chase e che la spogliarellista usava questa crema e, essendo stata Amber a suggerire di ingaggiarla, il diagnosta pensa che il suo subconscio voglia che Chase e Cameron non si sposino e, ancor peggio, arrivi a tentare di uccidere Chase. Il giovane chirurgo viene portato d'urgenza al Princeton, dove viene soccorso da Cameron. Il danno non è grave, grazie all'aiuto di uno dei presenti alla festa.
House tenta di disfarsi di Amber cercando di dormire e Tredici ha un'idea: far parlare il paziente per controllare lo stato della laringe allo scopo di verificare un'eventuale diagnosi di polmonite eosinofila. Durante l'esame, Foreman si accorge che i denti del paziente sono gialli, così scopre che fino a poco tempo prima il ragazzo masticava del tabacco, e questo gli permette di formulare la giusta diagnosi, ovvero sarcoidosi: il tabacco rilasciava infatti delle tossine che avevano soppresso il sistema immunitario, e quando il ragazzo ha smesso di masticarlo si è scatenata la patologia dormiente. Infine, la madre del paziente decide che quest'ultimo deve mettere l'apparecchio anche contro la sua volontà, poiché è a lei che spetta tale scelta.
House, bisognoso di sonniferi, cerca Wilson, che però è stato arrestato dopo l'addio al celibato di Chase perché camminava nudo per strada. Cuddy gli dà i sonniferi e House le confessa che non chiude occhio da quando Kutner si è suicidato: al termine dell'episodio, House si sveglia dopo una dormita rilassante, soddisfatto perché non vede più Amber, ma dopo poco questa gli ricompare alle spalle.
- Diagnosi finale: sarcoidosi
- Ascolti Italia: telespettatori 3.548.000 - share 14,35%[12]

## Sotto la mia pelle
- Titolo originale: Under My Skin
- Diretto da: David Straiton
- Scritto da: Lawrence Kaplow e Pamela Davis

### Trama
Ad House e al suo team viene sottoposto il caso di una ballerina che ha avuto un collasso polmonare sul palcoscenico, mentre provava una coreografia. La paziente "perde" la pelle, e House capisce che ad averla provocata è stata una rara reazione agli antibiotici da lui somministrati senza avere conferma di un'infezione.
Durante i primi tentativi di diagnosi, House decide di rivelare a Wilson delle sue allucinazioni; una volta esclusa la mancanza di sonno, si ritroverà ad eliminare tutte le possibili cause, senza considerare la dipendenza da Vicodin. Durante i test per escludere le varie possibilità, House sospetta anche la sclerosi multipla, adducendo come prova il fatto che prova dei sensi di colpa per ciò che ha fatto alla ballerina, che non scompaiono nemmeno dopo che si è scusato.
Nel frattempo, il problema della paziente viene individuato da House grazie ad una geniale intuizione, osservando cioè che il fidanzato le stava molto vicino, come oppresso da un senso di colpa per averla tradita; questi, però, una volta comunicatagli la diagnosi, lascia la ballerina: la gonorrea, che non risultava dalle analisi poiché aveva formato un ascesso nel cuore, non era apparsa durante i test. Durante l'operazione, la dopamina iniettata per evitare eccessive emorragie causa la chiusura dei vasi sanguigni di mani e piedi, richiedendo un'amputazione a cui la giovane non si vuole sottoporre. La soluzione del caso dovrà essere trovata dal team senza l'aiuto di House. A Taub verrà in mente un'idea geniale per evitare l'amputazione di mani e piedi della ballerina.
Nuovi problemi per Cameron e Chase: la prima, infatti, confessa al fidanzato di aver congelato lo sperma del marito morto, e di non volersene liberare per usarlo come ultima possibilità nel caso loro due dovessero divorziare. Non seguendo il consiglio di Foreman di lasciarglielo tenere, altrimenti sarebbe stato considerato da lei come "l'assassino dei suoi figli", Chase non riesce ad accettare la cosa, e dichiara a Cameron di voler rimandare il matrimonio e attendere finché anch'ella non sarà certa del loro futuro insieme.
House, ormai fuori dal caso, chiede l'aiuto di Cuddy per disintossicarsi dal Vicodin e per sorvegliarlo nella prima lunga nottata senza pillole.
Dopo la notte passata tra i più atroci dolori, Amber sembra definitivamente sparita dalla mente di House, e Cuddy rivela al medico il suo interesse per lui. Al termine dell'episodio i due si lasceranno finalmente andare in un lungo e appassionato bacio.
- Diagnosi finale: gonorrea (paziente), sintomi psicotici da abuso di Vicodin (House)
- Ascolti Italia: telespettatori 4.737.000 - share 16,69%[13]

## Ora ambedue le parti

House mentre si dirige verso la clinica psichiatrica

- Titolo originale: Both Sides Now
- Diretto da: Greg Yaitanes
- Scritto da: Doris Egan

### Trama
House e il suo team sono alle prese con Scott, un paziente ventenne che presenta problemi cardiaci. Scott, inoltre, ha i due emisferi del cervello che non comunicano e riesce a controllare soltanto l'emisfero sinistro (non controlla quindi la parte sinistra del corpo). La conseguenza è che i movimenti controllati dall'emisfero destro sono fuori dal controllo del paziente, ma sono proprio queste azioni apparentemente involontarie a far capire ad House e ai suoi collaboratori ciò che causa i problemi cardiaci. Taub e Tredici capiscono infatti che i danni al cuore sono dovuti alla composizione chimica del deodorante utilizzato da Scott, cosa che viene segnalata dalla ragazza di quest'ultimo, che cerca di rimanere accanto al suo amato nonostante la parte "incontrollata" sembri respingerla. Durante la diagnosi differenziale, House insisterà più volte sulla tesi che Scott sia affetto da un tumore al pancreas.
Il signor Eugene Schwartz (guest star Carl Reiner) è l'altro paziente di House. Utilizzato da Cuddy e House per stuzzicarsi a vicenda, dopo che House si è rifiutato di prestare servizio nelle ore di ambulatorio, il signor Schwartz sostiene di emettere dalla bocca un suono simile allo squittio nelle situazioni più disparate. Quando Eugene dice ad House di accusare dolore addominale, il diagnosta lo palpa e capisce che è Eugene ad avere un tumore al pancreas, non Scott. Così, il diagnosta si rende conto che il suo cervello ha scambiato un paziente per l'altro e ricomincia a dubitare sulla propria salute mentale.
Nel frattempo, la relazione tra Chase e Cameron rischia di essere messa in crisi dalle insicurezze della ragazza. Cameron si consiglia con House su come comportarsi con Chase, se chiudere la relazione o accettare le regole del futuro marito. House consiglia di mentire a Chase, dicendogli di voler eliminare lo sperma dell'ex-marito. Cameron decide di seguire il consiglio di House, ma Chase non le crede; tuttavia, accetta che la fidanzata tenga lo sperma del defunto marito, perché sa che Cameron ha bisogno di tenere qualcosa delle persone che ama ed ha amato.
Non va altrettanto bene tra House e Cuddy. La mattina dopo la disintossicazione dell'episodio precedente, Cuddy dice ad House che il loro rapporto deve rimanere quello tra una dirigente e un dipendente. House confida a Wilson di essere andato a letto con Cuddy dopo essersi disintossicato. Wilson è felice, e insiste perché House cerchi di dare un seguito alla sua storia con Cuddy. House inizia ad infastidire Cuddy tramite vari espedienti, ma la dirigente non sta al gioco. Così, il diagnosta si rivolge ancora a Wilson per sapere come conquistarla. L'oncologo consiglia di far arrabbiare seriamente Cuddy in modo da far venire fuori definitivamente ciò che lei prova per lui. House annuncia davanti a tutto il personale dell'ospedale di essere stato a letto con la direttrice, ma lei si arrabbia al punto di decidere di licenziarlo. House non si spiega perché Cuddy abbia reagito in quel modo, così si reca nel suo ufficio per chiedere spiegazioni, e lei gli spiega di aver reagito male a ciò che lui le aveva detto la sera prima, ma di essere stanca di non poter avere una relazione umana con lui. Il diagnosta allora ricorda di aver offeso duramente Cuddy la sera precedente, e che lei era andata via dopo quell'insulto. House, grazie anche alle visioni di Amber e Kutner, si rende conto che tutto ciò che è avvenuto quella notte, dalla disintossicazione al rapporto sessuale con Cuddy, è stato solo un'allucinazione partorita dalla sua mente, e che il rossetto che credeva di averle rubato era in effetti un barattolino di Vicodin (o Idrocodone). A questo punto, House ammette di non stare bene e le chiede aiuto.
Nel finale dell'episodio, Cameron e Chase si sposano, mentre Wilson porta House alla clinica psichiatrica Mayfield di Filadelfia.
- Diagnosi finale: cancro al cuore indotta dalla composizione chimica del particolare deodorante usato (Scott), cancro del pancreas (Eugene Schwartz), sintomi psicotici da abuso di Vicodin (House)
- Ascolti Italia: telespettatori 4.093.000 - share 16,53%[13]